# Aleksandr Zavárov
Aleksandr Anatólievich Zavárov (en ruso: Алекса́ндр Анато́льевич Зава́ров; 26 de abril de 1961 en Lugansk, Ucrania), fue uno de los mejores jugadores de fútbol de la historia de la extinta URSS, de gran calidad individual, visión de juego y regate.

## Biografía
Comenzó su carrera deportiva en el Voroshilovgrad en 1979 y tras un breve paso por el FK SKA Rostov del Don, retornaría al Voroshilovgrad en 1981, donde permanece una temporada más y donde hace méritos para que el grande del fútbol soviético de la época (Dinamo Kiev) se haga con sus servicios.
Muy pronto se convirtió en uno de los jugadores soviéticos más prometedores formando una letal sociedad junto al mítico Oleg Blojín (que llegó a ser técnico de Ucrania).
En las seis temporadas que permaneció en el Dynamo, se proclama 2 veces campeón de liga y 2 veces campeón de la Copa Soviética. En 1986, pocas semanas después del accidente nuclear de Chernóbil, se proclamó campeón de la Recopa de Europa al derrotar en la final al Atlético de Madrid por 3-0. Al año siguiente sería nombrado Mejor Jugador Soviético del año.
Con la URSS participó en los Mundiales de 1986 y 1990 y en 1988 se proclamó Subcampeón de Europa con su selección cayendo en la final ante la excepcional Holanda de Van Basten, Ronald Koeman y Ruud Gullit.
Tras la Eurocopa de 1988, sería fichado por la Juventus de Italia, no obstante, a pesar de que dejaría destellos de su portentosa clase con grandes goles, jamás rendiría al nivel esperado. Aun así, contribuyó en su última campaña a la conquista con la Juve de la Copa de la UEFA y la Copa Italia de 1990.
En ese mismo año se marchó al fútbol francés hasta su retiro como futbolista en 1995 a sus 34 años en el Nancy, comenzando así su carrera como entrenador (actualmente en la Ligue 3 de Francia).

## Trayectoria
- Voroshilovgrad (URSS. 1979).

- Rostov-Na-Donu (URSS. 1981).

- Voroshilovgrad, (URSS. 1982).

- FK Dynamo Kiev (URSS. 1982 a 1988).

- Juventus FC (ITA. 1988 a 1990).

- Nancy (FRA. 1990 a 1995).

## Palmarés
- 2 Ligas de la URSS (FK Dynamo Kiev 1985 y 1986).

- 2 Copas de la URSS (FK Dynamo Kiev 1985 y 1987).

- 1 Recopa de Europa (FK Dynamo Kiev 1985).

- 1 Copa de la UEFA (Juventus FC 1990).

- 1 Coppa Italia (Juventus FC 1990).

## Trofeos individuales
- Mejor jugador soviético del año en 1986.